# 利斯托帕多夫卡农村居民点
利斯托帕多夫卡农村居民点（俄语：Листопадовское сельское поселение）是俄罗斯联邦沃罗涅日州格里巴诺夫斯基区所属的一个农村居民点。其下辖有5个居民点，行政中心为利斯托帕多夫卡。据2016年统计，该农村居民点的人口为2529人。